# Copa Constitució 1995-1996
La Copa Constitució 1995-1996 è stata la 4ª edizione della Coppa di Andorra di calcio, disputato nella primavera del 1996. Fu vinta dal Principat, al suo terzo titolo.
È noto soltanto il risultato della finale.

## Finale
| Andorra La Vella | Principat | 2 – 0 | FC Santa Coloma | Estadi Comunal d'Aixovall |